# 李夢龍
李夢龍（1452年—？），字應靈，山東青州府蒙陰縣人，民籍，明朝政治人物。

## 生平
山東鄉試第八名舉人。弘治六年（1493年）中式癸丑科會試第一百五十四名，三甲第一百零八名進士。八年任宣城县知县，歷官陕西凤翔府知府，正德八年（1513年）正月升陕西按察司副使。

## 家族
曾祖李昇，監察御史；祖父李柰，陝西參議；父李炯然，戶部郎中。母郭氏（贈宜人）；繼母安氏（封宜人）。慈侍下。弟李夢騏（弘治己酉贡士）、李夢麟（弘治壬子贡士）、李夢熊（弘治戊午貢士）、李夢鵬。